# Гизела Пърл
Гизела Пърл (на немски: Gisella Perl) (10 декември 1907 † 16 декември 1988) е еврейска гинеколохка, живяла в Сигету Мармацией, Румъния (тогава Марамаросигет, Унгария) до 1944 г., когато германските войски окупират Унгария и депортират в концентрационни лагери еврейското население там.

## Живот
Тя и семейството ѝ са депортирани в концентрационния лагер Аушвиц-Биркенау през май 1944 г., където тя губи родителите си, единствения си син и други членове на семейството. В лагера тя помагала на съкилийниците си като лекар и помагала да се лекуват болести с минимални средства. Не са налични нито чисти кърпи, антисептични прибори за хранене, нито течаща вода. Тя спасява стотици бременни затворнички чрез преждевременен аборт, тъй като бременните жени най-често са бити и убивани или малтретирани за вивисекция от експериментите на Йозеф Менгеле.
След като е освободена от концентрационния лагер Берген-Белзен като последна спирка, тя разбира, че съпругът и синът ѝ също са починали. В резултат на това тя се опитва да се отрови и е изпратена в манастир във Франция до 1947 г. за възстановяване. След като емигрира в Ню Йорк през март 1947 г., тя е разпитвана и заподозряна, че помага на лекарите в лагера и нарушава човешките права. Най-накрая получава американско гражданство през 1951 година. Пърл започва работа като гинеколог в нюйоркската болница „Маунт Синай“ и помага за раждането на около 3000 бебета само в Ню Йорк, което допълнително я прави експерт в лечението на безплодие.
През юни 1948 г. тя публикува книга за живота си в Аушвиц и описва подробно жестоките преживявания като лекар сред затворниците. По-късно успява да открие дъщеря си Габриела Краус Блатман, чието укриване успява да организира по време на войната. След това се преместват в Херцлия, Израел, за да живеят заедно. Пърл умира през 1988 г. в Израел.
Гизела Пърл е единственият или съавтор на девет статии за лечение на вагинални инфекции, публикувани между 1955 и 1970 година.

## Филм
През 2003 г. излиза филмът „Out of the Ashes“. Историята на филма е базирана на живота на д-р Пърл, който се играе от актрисата Кристин Лахти.